# Stichting INGKA Foundation
Stichting INGKA Foundation — благодійний фонд, зареєстрований у Нідерландах. Найбільший благодійний фонд світу за розміром активів, які оцінюються у 36 мільярдів доларів. Фонд заснований шведським мільярдером Інгваром Кампрадом, засновником та власником компанії IKEA. Фонду належить IKEA Holding, який контролює 207 із 235 відділень IKEA по всьому світу. У той же час торгова марка та концепція IKEA належать до іншої організації, Inter IKEA Systems BV. Фонд надає кошти через Фонд ІКЕА, який співпрацює з УВКБ ООН. Це одна з семи міжнародних організацій, які підтримують офіс УВКБ ООН у таборі Кутупалонг (Бангладеш) для біженців рохінджа з М'янми.
Офіційна заявлена мета створення фонду — заохочення та підтримка нововведень у галузі архітектури та інтер'єрного дизайну.

## Назва
Назва фонду INGKA складається з перших букв імені та прізвища засновника – Ing var Ka mprad. Слова «Stichting» та «Foundation» у голландській та англійській мовах відповідно перекладаються як «фонд».

## Критика
На думку експертів британського журналу The Economist та фракції Європарламенту "Зелені — Європейський вільний альянс", фонд використовується IKEA для ухилення від сплати податків і для захисту від поглинання. Незважаючи на колосальний розмір активів, запланований обсяг благодійної допомоги на 2010 становить 45 мільйонів доларів. Більшість доходів фонду витрачається на інвестування.